# Melanie Dyer
Melanie Dyer (* um 1960) ist eine amerikanische Musikerin (Bratsche, Komposition), die im Bereich des Modern Creative und der neuen Improvisationsmusik hervorgetreten ist.

## Leben und Wirken
Dyer erhielt seit 1968 Unterricht auf der Bratsche, zunächst bei Naomi Fellows (Colorado Symphony Orchestra), ab 1974 bei Lee Yeingst (erster Bratschist, Colorado Symphony Orchestra). Zwischen 1977 und 1981 studierte sie Viola an der LaMont School of Music der University of Denver. Nachdem sie 1981 nach New York City gezogen war, setzte sie ihre Ausbildung bei William Lincer (erster Bratschist, New York Philharmonic) und John Jake Kella (Metropolitan Opera) fort.
Dyer improvisierte zunächst als Teil des Contemporary African American Composers’ Orchestra von Makanda Ken McIntyre und im Williamsburg Contemporary Music Orchestra. Ab 1987 lebte sie in Boston, wo sie wöchentlich im Wally’s und in Connolly’s Stardust Lounge als Teil von Salim Washingtons Roxbury Blues Aesthetic auftrat; als Musikerin und auch als Produzentin ist sie an dessen Album Love in Exile (1998) beteiligt. 2002 zog sie mit ihrer sechsköpfigen Familie nach New York. Dort setzte sie ihre Arbeit mit Washington als Teil des 12-köpfigen Harlem Arts Ensemble (mehrere Alben für UJam, Cadence und CIMP) fort und tourte mit der Formation durch den Nordosten und Mittleren Westen der USA. Sieben Jahre lang trat sie zudem als Teil des Quintetts von Donald Smith wöchentlich im St. Nick’s Pub in Harlem auf.
2011 gründete Dyer das Ensemble WeFreeStrings, mit dem sie die Alben Fulfillment (2018) und Love in the Form of Sacred Outrage (ESP-Disk, 2022) veröffentlichte. In den letzten Jahren arbeitete sie mit Baba Andrew Lamb, William Parker (The Music of William Parker: Migration of Silence Into & Out of the Tone World), dem Sun Ra Arkestra (Living Sky), Steve Swells Watershed, Jason Kao Hwangs Myths of Origin und mit Patricia Nicholsons Women with an Axe to Grind.
Bei den Donaueschinger Musiktagen 2022 trat sie im Trio mit der Cellistin Tomeka Reid und dem Gitarristen Joe Morris auf. Weiterhin arbeitete sie mit Henry Grimes, Dave Burrell, Ramsey Ameen, Karen Borca, Tulivu-Donna Cumberbatch, Nona Hendryx, Joe Bonner, Reggie Workman, Howard Johnson und anderen namhaften Musikern. Sie ist auch auf Alben von Heroes Are Gang Leaders (Artificial Happiness Button), Gwen Laster (New Muse 4tet), Elliott Sharp (Century), David Haney (Birth of a City), Chad Fowler (Birdsong, 2024) und des Sun Ra Arkestra (Lights on a Satellite, 2024) zu hören.
Dyer veröffentlichte zudem belletristische Arbeiten in Gap-toothed Girlfriends: The Third Act Anthology (Third Act Press, 1984). Ihr kreatives Schaffen umfasst auch die bildende Kunst, darunter Skulpturen, Arbeiten auf Leinwand, Textilien und Assemblage.